# F. Richard Stephenson
F. Richard Stephenson (nascut el 26 d'abril de 1941) és un astrònom britànic que treballa en la Universitat de Durham i s'ha especialitzat en l'estudi de documents de l'era pretelescòpica. Ha escrit nombroses obres sobre temes relacionats amb les supernoves històriques, els testimoniatges d'observació de taques solars, eclipsis lunars i solars. Ha escrit diversos llibres sobre el tema i és autor o coautor d'un centenar d'articles en revistes científiques amb comitè de lectura. L'asteroide 10979 Fristephenson rebé el seu nom en honor seu.